# Universität für Elektroenergie Shanghai
Die Hochschule für Elektroenergie Shanghai, seit 2018 Universität für Elektroenergie Shanghai, (chinesisch: 上海电力学院) (SUES) ist eine staatliche Hochschule in Shanghai in der Volksrepublik China. Sie wurde im Jahr 1951 als Shanghai Training School of Electric Power gegründet.
Im 21. Jahrhundert betreibt sie die Standorte Yangpu und Pudong. An ihr studieren im Durchschnitt 14.000 Frauen und Männer aus China sowie aus 35 Ländern der Welt (Stand Sommer 2024).

## Geschichte
Am 15. Oktober 1951 wurde die Shanghaier Schule für Elektrizitätswirtschaft (Shanghai Training School of Electric Power) für die praktische Ausbildung von Elektroingenieuren gegründet. Im Jahr 1960 erfolgte ein Zusammenschluss mit dem Shanghai Amateur Power College und dem Shanghai Electric Power Industry College, die Schule erhielt den Namen Shanghai Electric Power Industry College und bot nun auch Bachelor-Studiengänge an. – Die großen politischen und Wirtschaftsreformen des Landes im Jahr 1978 führten auch zu einer Umstrukturierung des Bildungssystems, die Studiengänge am College wurden neu formiert und das Shanghai Electric Power College unter dem Namen Shanghaier Hochschule für Elektrizität neu gegründet.
Im Januar 1985 erfolgte die Eingliederung der Fachbereiche Maschinenbau und Elektrotechnik der Shanghai Jiao Tong University und des Shanghai Institute of Chemical Technology.
Als sich 2003 und 2006 noch weitere Bildungseinrichtungen dem College anschlossen, wie Teile der Shanghai University of Engineering Science konnten hier nun Masterstudiengänge belegt werden.
Der Bau eines kompletten neuen Campus hatte sich erforderlich gemacht, der im September 2018 eröffnet werden konnte (Lingang-Campus). – Mit Zustimmung des Staatsministeriums für Bildung durfte sich die Hochschule 2018 in Shanghai University of Electric Power umbenennen, womit nun auch Promotionen hier möglich werden.
Der letzte Entwicklungssprung vollzog sich, als die Hochschule im Jahr 2019 als Piloteinrichtung für die Schaffung hochrangiger lokaler anwendungsorientierter Universitäten in Shanghai zugelassen wurde. Das führte dazu, dass
- das Management der Universität die Gründung der ADEPT International Alliance of Electric Power Universities mit 10 renommierten Universitäten initiiert hat; der Rektor der SUES wurde zum ständigen Vorsitzenden dieses Verbandes gewählt.[3]
- im November 2019 die erste Hochschule für künstliche Intelligenz in der nationalen Energiewirtschaft gemeinsam von der Shanghai Electric Power University und der Shanghai Lingang Economic Development (Group) Co Ltd. gegründet wurde und auf dem Lingang-Campus ihren Sitz nahm.[2]
- im Jahr 2025 unter der Regie der Universität für Elektroenergie eine neue Hochschule für angewandte Forschung mit Fokus auf Energie- und Stromwissenschaften etabliert werden soll.[3]

## Beschreibung
In den 2010er Jahren errichtete die Stadtverwaltung von Shanghai für die Hochschule einen kompletten Neubaukomplex auf einer Fläche von rund 98 Hektar in supermoderner Architektur und in einzelnen Bauensembles.
Enge Partnerschaftsbeziehungen bestehen mit über 90 Universitäten in mehr als 20 Ländern, darunter Großbritannien, USA, Frankreich, Kanada, Japan, Korea, Russland und Australien. Das beinhaltet unter anderem auch die enge Zusammenarbeit auf dem Feld der Forschung und Entwicklung mit Universitäten wie die Columbia University, die Oklahoma Christian University, die University of Strathclyde (Vereinigtes Königreich), die University of Hertfordshire, die Edith Cowan University (Australien), das Moscow Dynamics Institute in Russland und die Brandenburgische Technische Universität in Cottbus sowie die University of Kitakyushu (Japan). Das bedeutet auch universitätsübergreifenden Austausch von Studenten und Lehrkräften mit den genannten Ländern.
In Shanghai betreibt die Universität einen nationalen Technologiepark, ein nationales Technologietransferzentrum, ein technisches Forschungszentrum des Bildungsministeriums, ein kollaboratives Innovationszentrum sowie 17 Forschungsplattformen. – Im Ergebnis der Arbeit bekam die Universität im 21. Jahrhundert unter anderem rund 80 Wissenschafts- und Technologiepreise auf Provinz- und Ministerialebene und höher, darunter drei nationale Auszeichnungen.
Studienschwerpunkte sind vor allem saubere und sichere Stromerzeugung, intelligente Stromnetze und intelligentes Energiemanagement.
Die Studienmöglichkeiten gliedern sich in über 13 Fakultäten und 40 Bachelor-Studiengänge, beispielsweise:
- Fakultät für Maschinenbau und Fahrzeugtechnik (School of Mechanical and Automotive Engineering),
- Fakultät für Elektronik und Elektrotechnik (School of Electronic and Electrical Engineering),
- Fakultät für Managementstudien (School of Management Studies),
- Fakultät für Chemie und Chemieingenieurwesen (School of Chemistry and Chemical Engineering),
- Fakultät für Werkstofftechnik, (School of Material Engineering),
- Fakultät für Kunst und Design (School of Art and Design),
- Chinesisch-Koreanische Schule für Multimedia-Design (Sino-Korean School of Multimedia Design),
- Fakultät für Lufttransport (School of Air Transportation),
- Fakultät für Eisenbahntransport (School of Urban Railway Transportation),
- Fakultät für Mathematik, Physik und Statistik (School of Mathematics, Physics and Statistics),
- Fakultät für Fremdsprachen (School of Foreign Languages),
- Ausbildungszentrum für Ingenieure (Engineering Training Center),
- Höhere Berufs- und Fachschule (Higher Vocational and Technical College),
- Nationales Zentrum für experimentelle Lehre (National Experimental Teaching Demonstration Center),
- Nationales Zentrum für experimentellen Unterricht mit virtueller Simulation (National Virtual Simulation Experimental Teaching Center).